# Nichole Denby
Nichole Denby (* 10. Oktober 1982) ist eine ehemalige nigerianische Leichtathletin US-amerikanischer Herkunft. Sie hat sich auf 100 Meter Hürden spezialisiert. Sie vertrat die Vereinigten Staaten bei den Weltmeisterschaften 2007 in Osaka und verpasste nur knapp das Finale.
Im Jahr 2014 wechselte sie zum nigerianischen Verband und trat für die neue Nation bei den Commonwealth-Spielen 2014 sowie bei den Afrikanischen Meisterschaften 2014 an, wo sie ihre erste Medaille für Nigeria gewann.
Sie hatte persönliche Bestmarken von 12,54 Sekunden bei den 100 Meter Hürden (Eugene 2008) und 7,93 Sekunden bei den 60 Meter Hürden (Boston 2007).
Als sie für die North High School in Riverside, Kalifornien, kandidierte, wurde sie 1999 und 2000 CIF California State Meet Champion in den 100 Meter Hürden. Ihr Sieg von 13,20 Sekunden im Jahr 2000 stellte damals den nationalen High-School-Rekord auf.

## Rekorde
| Vereinigte Staaten | Vereinigte Staaten                | Vereinigte Staaten              | Vereinigte Staaten | Vereinigte Staaten | Vereinigte Staaten |
| ------------------ | --------------------------------- | ------------------------------- | ------------------ | ------------------ | ------------------ |
| 1999               | Pan American Junior Championships | Tampa, USA                      | 2.                 | 100 m Hürden       | 13,82              |
| 2007               | Weltmeisterschaften               | Osaka, Japan                    | 9. (sf)            | 100 m Hürden       | 12,80              |
| Nigeria            |                                   |                                 |                    |                    |                    |
| 2014               | Commonwealth Games                | Glasgow, Vereinigtes Königreich | 12. (h)            | 100 m Hürden       | 13,54              |
| 2014               | Afrikameisterschaften             | Marrakesch, Marokko             | 3.                 | 100 m Hürden       | 13,27              |

| 2015 | Phil Springer (Head-to-head) | Austin, USA | 1. | 100 m | k. Zeit |